# アンソニーの世界弾丸ツアー
『アンソニーの世界弾丸ツアー』（アンソニーのせかいだんがんツアー、The Layover）は、ディスカバリーチャンネルのテレビ番組。アメリカ合衆国では2011年からトラベルチャンネルで放送が開始された。旅行者がある都市で24 - 48時間中に何をし、何を食べ、どこに訪問し、何を楽しむことができるかを料理人のアンソニー・ボーディンが紹介する。各エピソードはアンソニーが目的の都市に到着するところから始まり、彼がそこから出発する時間までのカウントダウンが行われる。経験豊かな旅行家としてアンソニーは現地人と会い、都市の内外を旅行者と現地人の両方の視点からわずかな時間で探検する。
2012年2月15日、トラベルチャンネルは2012 - 2013年シーズンに向けてリニューアルを行った。 シーズン2ではシカゴ、ダブリン、ラスベガス、ニューオーリンズ、パリ、フィラデルフィア、サンパウロ、シアトル、トロント、台北への訪問が予定されている。

## 訪問した都市
- シンガポール
- ニューヨーク
- ローマ
- マイアミ
- 香港
- モントリオール
- アムステルダム
- サンフランシスコ
- ロンドン
- ロサンゼルス